# Narro
Narro er en chat-portal for børn og unge, der har en brugerbase på omkring 80.00 brugere (februar 2012). Siden blev startet af to studerende, Pelle Ravn og Henrik Højgaard, i august 2005, og er vokset støt siden. Siden har fra start haft sloganet "Narto.dk – For dig der bare ikke har andet at lave", og aldrig opkrævet brugerbetaling.

## Historie
Narro.dk startede som et lille projekt af de to studerende, Henrik Højgaard Jensen og Pelle Ravn, på den enes kollegieværelse på IT-College Denmark i Grenå. I starten var siden at finde på Narto.dk og Uarto.dk, og navnet på projektet var Narto. (Disse domæner er senere blevet overdraget)
Siden oplevede efter det første halve år, (februar 2006) et stor opsving med oprettelse af flere end 100 brugere pr. dagen.
Ved Nartos fødselsdag den 18. august 2006, var der knap 36.000 brugere på siden, og tallet steg stadig. Til fødselsdagen, var der bestilt kage og alle der var brugere var velkomne, hvor det hele startede til at feste for Narto (sidens bot).
Under domæneklagesagen, gav skaberne siden et nyt navn til siden, da de var de fra start regnede med at sagen ville ende i at de mistede Narto.dk og Uarto.dk. Derfor kan siden nu findes på narro.dk Arkiveret 23. april 2017 hos  Wayback Machine.

## Sidens formål og egenskaber
Formålet med siden, var for de to skabere, at fordrive deres fritid med noget de kunne lide (programmere og designe), og samtidig lave noget som andre ville blive glade for. Der blev besluttet fra start at der aldrig skulle kræves penge fra brugerne for at benytte siden. Dette har ført til at der er reklamer rundt omkring på siden.
Siden har altid været meget useriøs, og gjort nar af sig selv. Det er ikke meningen at brugerne af siden skal forvente at de får et seriøst og alvorligt svar, hvis de skriver en forumtråd eller andet, som andre kan svare eller kommentere på.
Derfor forventes det også af brugeren at han/hun kan tage at der bliver brugt ironiske og satiriske bemærkninger, og at alle kan tale frit om hvad de mener.

## Funktioner på siden
Når man opretter en bruger på Narro, får man adgang til en masse funktioner, hvormed man kan kommunikere med andre mennesker, og vise dem hvem man er og hvorfor.

### Profiler
Når man opretter en bruger på siden, får man sin egen "side", som kaldes en profil. I denne profil kan man skrive lidt om en selv, ens meninger/holdninger eller bare noget man gerne vil sige. I profilen er der også nogle informationer om brugeren, såsom alder, navn og køn, og man har mulighed for at have forhold til andre brugere, som "Bedste ven", "Værste ven", "Kæreste" og "Kæledyr". Der er mulighed for at få et profilbillede, i ens profil, hvilket også bliver vist når man skriver i andres gæstebøger og i forumtråde.

### NarroTi
NarroTi er Narros bevis på at ejeren af profilen, er brugeren på profilbilledet. Dette foregår ved at brugeren tager et vellignende billede af sig selv, mens han/hun holder et papir op ved siden af, med brugernavn, Narro-id (det unikke bruger-id, hver enkelt bruger har). Derefter godkender eller afviser en moderator, billedet afhængigt om det overholder kravene og det er den rigtige person.

### Gæstebøger
Alle brugere har deres egne gæstebog, hvor andre kan skrive beskeder i, til ejeren af gæstebogen. Det meste af kommunikationen mellem brugerne på Narro foregår igennem gæstebøgerne. 

### N-Post
N-Post, på Narro foregår næsten som e-mail. Det er mest brugt af sidens bot, Narto, som hver gang et profilbillede eller NarroTi-billede bliver godkendt eller afvist, men kan også bruges til at kommunikere, brugerne imellem.

### Billedgalleri
Hver bruger kan uploade alle de billeder de vil til deres eget galleri. Hvis de har nogle billeder som alle ikke skal have adgang til, kan de oprette private gallerier til disse billeder. De private gallerier kræver godkendelse af ejeren før man får adgang til billederne i dem.

### Diskussioner
Debatforaet på Narro hedder Diskussion. Der kan man ytre sine tanker og holdninger, og høre hvad andre synes om disse. Man skal ikke regne med at andre tager en seriøst, og mener hvad de skriver, da dette er hele konceptet bag Narro.

## NarroReader
Den 24. december, juleaften, 2006 udgav Narro et program til deres brugere, som en julegave i slutningen af julekalenderen. Programmet hedder NarroReader og fortæller brugeren hver gang han/hun får en besked på siden, og brugeren har mulighed for at for at læse de nyeste gæstebogsbeskeder, postbeskeder og nyheder.

## Navnets betydning
Baggrunden for domænenavnet Narto.dk nedstammer fra det latinske ord "Narro" som betyder "at
kommunikere" hvilket er lige hvad Narto.dk tilbyder. Grunden til at et "R" er udskiftet med et "T" er udelukkende af den grund, at det er nemmere at udtale på dansk, det har en langt sjovere lyd, og så det ville passe til deres første slogan: "1 nar, Nar2". Dette slogan er de i mellemtiden gået væk fra igen, da der nu er mere end de to grundlæggere på holdet bag siden.

## Domæneklage
Den 24. august 2006 fik ejerne en domæneklage fra Domæneklagenævnet, om at Arto følte at domænet og siden erhvervede sig deres kunder, og ville derfor enten have overdraget domænerne Uarto.dk og Narto.dk, eller have dem slettet.
Skaberne bag Narro skrev derfor hurtigt, som svar på klagen, en redegørelse for mange af de anklager som klageren, Arto havde skrevet til Domæneklagenævnet.
Den 29. december 2006 faldt hammeren, og Domæneklagenævnet besluttede at Arto skulle overtage domænerne 4 uger efter.